# Українсько-данські відносини
Українсько-данські відносини — міжнародні відносини Данії і України. Данія має посольство в Києві, а Україна має посольство в Копенгагені. Королівство Данія визнала Україну 31 грудня 1991, дипломатичні відносини були встановлені 12 лютого 1992.

## Історія
ІХ—ХІ ст.: руси беруть участь у візитах вікінгів на Британські острови.
ХІ—ХІІ ст.: руси беруть участь у міжусобицях скандинавських правителів.
1203-1290: Данія бере участь у Лівонському хрестовому поході. Союзниками данців виступають деякі руські князі.
1558–1583: Данія бере участь у Лівонській війні проти Московії. Ситуативними союзниками данців виступає Велике князівство Литовське (з 1569 — Річ Посполита), зокрема руська шляхта і запорозьке козацтво. 
1618–1648: Данія бере участь у Тридцятирічній війні на боці протестантського союзу. Противниками данців була Католицька ліга, яку підтримували Священна Римська імперія, Річ Посполита і запорозьке козацтво.
1655—1660: Данія бере участь у Північній війні на боці Речі Посполитої і Московії проти Швеції та козацької України.
1700–1720: Данія бере участь у Великій Північній війни на боці Московії проти Швеції та козацької України.
1800–1814: Данія виступає союзником Франції у війнах проти Австрії та Росії.
1918/1919: Данія визнала незалежність Української Народної Республіки
1918—1920: Данські добровольці беруть участь у Війні за незалежність Естонії під розвалу Російської імперії та українських визвольних змагань.
1939–1945: Данія бере участь у Другій світовій війні як противник Німеччини; з 1941 року — союзник СРСР.
1949–1989: Данія бере участь у Холодній війні на боці сил Заходу проти СРСР та його сателітів.
2002–2014: Данські й українські війська спільно беруть участь в Афганістанській війні у складі сил ООН проти афганських ісламістів.
2003–2011: Данські й українські війська спільно беруть участь в Іракській війні у складі сил ООН.
1991-2024: на жаль, за 33 роки незалежності в Україні не видали жодного посібника з історії Данії.

## Економіка

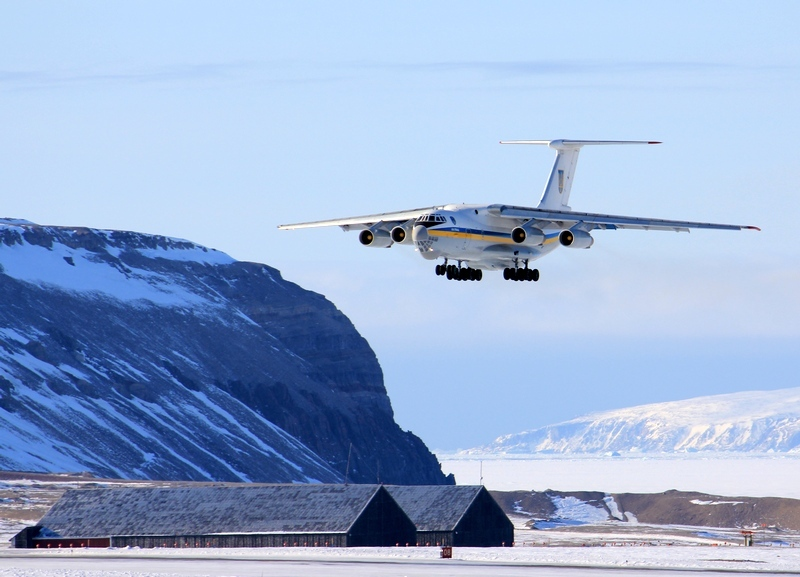
Під час спільної операції «Північний сокіл». Гренландія.

Згідно з даними Держстату України у січні — вересні 2013 р. обсяги двосторонньої торгівлі товарами та послугами між Україною та Данією досягли 485,9 млн. дол. США.
Експорт товарів з України становив 123,7 дол. США, що на 18,6 % за відповідний період позаминулого року. При цьому данський імпорт товарів становив 227,4 млн. дол. США — зростання на 9,3 %.
Традиційно, провідні позиції у торгівлі двох держави займають такі категорії товарів, як фармацевтика, текстильна продукція, машинне обладнання, хімічна продукція, с/г продукція.
Також має місце військове співробітництво єдною зі складових котрого є операція «Північний сокіл».